# Argirita
Argirita este un oraș din unitatea federativă Minas Gerais, Brazilia.